# Under Southern Skies
Under Southern Skies er en amerikansk stumfilm fra 1915 af Lucius Henderson.

## Medvirkende
- Mary Fuller som Lelia Crofton.
- Charles Ogle som Major Crofton.
- Clara Beyers som Stella Crofton.
- A.H. Busby som oberst Mavor.
- Milton Sills som Burleigh Mavor.